# Pseudodistoma acuatum
Pseudodistoma acuatum är en sjöpungsart som beskrevs av Kott 1992. Pseudodistoma acuatum ingår i släktet Pseudodistoma och familjen Pseudodistomidae. Inga underarter finns listade i Catalogue of Life.